# Earlville, New York
Earlville är en ort (village) i Chenango County, och Madison County, i delstaten New York. Orten har fått sitt namn efter Jonas Earl som verkade i Chenangokanalens kanalkommission. Vid 2010 års folkräkning hade Earlville 872 invånare.